# Grecy cypryjscy
Grecy cypryjscy (gr. Ελληνοκύπριοι) – rodowici mieszkańcy Cypru pochodzenia greckiego, posługujący się na co dzień językiem greckim,  zamieszkujący głównie południową część wyspy tj. uznawane na arenie międzynarodowej państwo Cypr. Terminu tego używa się dla odróżnienia od zamieszkujących północ wyspy Turków cypryjskich, z których część także może mieć greckie korzenie, oraz od Greków przybyłych na Cypr z wielu innych wybrzeży Morza Śródziemnego i Morza Czarnego, zwłaszcza z Bałkanów.  
Poza wyspą Grecy cypryjscy zamieszkują głównie w Wielkiej Brytanii i Grecji. Jako ludność grecka tradycyjnie wyznają chrześcijaństwo w formie prawosławia. 